# Анет Олсон
Анет Ингегерд Олсон (швед. Anette Ingegerd Olsson; Катринехолм, 21. јун 1971), познатија под сценским именом Анет Олсон (швед. Anette Olzon), је бивша певачица финског метал бенда Најтвиш. Претходно је била чланица шведске групе Алисов авени. Тренутно пева у групи Дарк елемент.